# Irena Szydłowska
Irena Szydłowska (Leópolis, 28 de janeiro de 1928 - 14 de agosto de 1983) foi uma arqueira polaca, medalhista olímpica.

## Carreira
Irena Szydłowska representou seu país nos Jogos Olímpicos em 1972 e 1976, ganhando a medalha de prata no individual em 1972. 